# 2-га авіапольова дивізія (Третій Рейх)
2-га авіапольова дивізія (Третій Рейх) (нім. 2. Luftwaffen-Feld-Division) — піхотна дивізія Вермахту зі складу військово-повітряних сил, що діяла як звичайна піхота за часів Другої світової війни.

## Історія
2-га авіапольова дивізія була сформована 15 вересня 1942 в Гросс-Борні у 3-му командуванні Люфтваффе (нім. Luftgau III).

## Райони бойових дій
- Німеччина (вересень — листопад 1942);
- СРСР (північний напрямок) (листопад 1942 — лютий 1944).

## Командування

### Командири
- оберст Гельмут Пецольд (нім. Hellmuth Petzold) (вересень 1942 — 1 січня 1943);
- генерал-майор Карл Беккер (нім. Carl Becker) (1 січня — листопад 1943);